# ×Elymotrigia gigantea
Elymotrigia gigantea là một loài thực vật có hoa trong họ Hòa thảo. Loài này được Kotukhov mô tả khoa học đầu tiên năm 1998.